# Barbicornis tucumana
Barbicornis tucumana är en fjärilsart som beskrevs av Otto Thieme 1907. Barbicornis tucumana ingår i släktet Barbicornis och familjen Riodinidae. Inga underarter finns listade i Catalogue of Life.